# Tournoi de tennis de Lafayette
Le tournoi de Lafayette (Louisiane, États-Unis) est un tournoi de tennis professionnel masculin du circuit ATP.
Il a été organisé en 1979 sur moquette en salle.

## Palmarès messieurs

### Simple
| No | Date       | Nom et lieu du tournoi | Catégorie | Dotation | Surface         | Vainqueur     | Finaliste | Score         |  |
| -- | ---------- | ---------------------- | --------- | -------- | --------------- | ------------- | --------- | ------------- |  |
| 1  | 30-08-1979 | , Lafayette            |           | 75 000 $ | Moquette (int.) | Marty Riessen | Pat Dupré | 6-4, 5-7, 6-2 |  |

### Double
| No | Date       | Nom et lieu du tournoi | Catégorie | Dotation | Surface         | Vainqueurs                     | Finalistes                 | Score    |  |
| -- | ---------- | ---------------------- | --------- | -------- | --------------- | ------------------------------ | -------------------------- | -------- |  |
| 1  | 30-08-1979 | , Lafayette            |           | 75 000 $ | Moquette (int.) | Marty Riessen Sherwood Stewart | Victor Amaya Eric Friedler | 6-4, 6-4 |  |